# Embleem van Papoea-Nieuw-Guinea

Embleem van Papoea-Nieuw-Guinea

Het Embleem van Papoea-Nieuw-Guinea werd in 1971 in gebruik genomen. Het bestaat uit een Raggi's paradijsvogel, een speer en een kundu (een inheemse trommel).